# Жемаева, Елена Викторовна
Елена Викторовна Жемаева (род. 30 марта 1971 года, Долгопрудный, Московская область, СССР) — советская, российская и азербайджанская фехтовальщица на саблях, двукратная чемпионка мира, чемпионка Европы, двукратный обладатель Кубка мира, чемпионка России 1998 года в фехтовании на саблях. На Олимпиаде 2004 года заняла 7-е место.

## Биография
Елена Жемаева родилась 30 марта 1971 года в городе Долгопрудный Московской области. Начинала выступления в фехтовании на рапире, после рождения дочери стала выступать в фехтовании на саблях. Вышла замуж за фехтовальщика (ныне[когда?] главного тренера сборной России по фехтованию) Ильгара Мамедова, стала выступать за Азербайджан. Проживает в Москве. Воспитывает двух дочерей Милену и Айлу. После окончания выступлений работает тренером. Её ученица Яна Егорян стала двукратной олимпийской чемпионкой. В данный момент[когда?] является тренером АУ "ФСК - "Салют" и  ДЮСШ г. Долгопрудного по сабле.